# Madjerito, Stara Zagora
Madjerito (în bulgară Маджерито) este un sat în comuna Stara Zagora, regiunea Stara Zagora,  Bulgaria. 

## Demografie
Componența etnică a satului Madjerito
     Bulgari (95,68%)
     Turci (2,62%)
     Nicio identificare (1,68%)
     Altele (0%)
La recensământul din 2011, populația satului Madjerito era de 533 locuitori. Din punct de vedere etnic, majoritatea locuitorilor (95,68%) erau bulgari, cu o minoritate de turci (2,62%). Pentru 1,68% din locuitori nu este cunoscută apartenența etnică.